# Trzcińsko Zdrój (gromada)
Trzcińsko Zdrój (od lat 1960. pisownia Trzcińsko-Zdrój) – dawna gromada, czyli najmniejsza jednostka podziału terytorialnego Polskiej Rzeczypospolitej Ludowej w latach 1954–1972.
Gromady, z gromadzkimi radami narodowymi (GRN) jako organami władzy najniższego stopnia na wsi, funkcjonowały od reformy reorganizującej administrację wiejską przeprowadzonej jesienią 1954 do momentu ich zniesienia z dniem 1 stycznia 1973, tym samym wypierając organizację gminną w latach 1954–1972.
Gromadę Trzcińsko Zdrój (pisownia bez łącznika) z siedzibą GRN w mieście Trzcińsku Zdroju (nie wchodzącym w jej skład) utworzono – jako jedną z 8759 gromad na obszarze Polski – w powiecie chojeńskim w woj. szczecińskim na mocy uchwały nr V/41/54 WRN w Szczecinie z dnia 5 października 1954. W skład jednostki weszły obszary dotychczasowych gromad Gogolice, Górczyn, Klasztorne, Piaseczno, Rosnowo i Stołeczna ze zniesionej gminy Trzcińsko Zdrój w tymże powiecie, a także obszar dotychczasowej gromady Strzeszów ze zniesionej gminy Swobnica w powiecie gryfińskim w tymże województwie. Dla gromady ustalono 17 członków gromadzkiej rady narodowej.
31 grudnia 1959 do gromady Trzcińsko-Zdrój włączono obszar zniesionej gromady Góralice w tymże powiecie.
1 stycznia 1972 do gromady Trzcińsko Zdrój włączono miejscowości Babin, Babinek, Chełm Dolny, Chełm Górny, Dobrogoszcz, Glinki Warnickie i Głębokie ze zniesionej gromady Warnice w tymże powiecie.
Gromada przetrwała do końca 1972 roku, czyli do kolejnej reformy gminnej. 1 stycznia 1973 w powiecie chojeńskim reaktywowano gminę Trzcińsko-Zdrój (od 1999 gmina Trzcińsko-Zdrój znajduje się w powiecie gryfińskim).